# Governo Zanardelli
Il Governo Zanardelli è stato il trentanovesimo esecutivo del Regno d'Italia, guidato da Giuseppe Zanardelli.  
Esso, nato in seguito alle dimissioni del governo precedente, è stato in carica dal 15 febbraio 1901 al 3 novembre 1903 (sebbene già dimissionario dal precedente 29 ottobre), per un totale di 991 giorni, ovvero 2 anni, 8 mesi e 19 giorni.
Durante questo governo, furono determinate, ampliate e precisate tramite Regio decreto (R.D. 14 novembre 1901, n. 466) le attribuzioni spettanti al Consiglio dei ministri (già in parte fissate durante il Governo Depretis I), rendendo di fatto la figura del Presidente del Consiglio più un esaminatore delle politiche esecutive che mediatrice e conciliatrice com’era stato fino a quel momento, sebbene ancora senza una costituzione autonoma, ma solo di prassi e basata su consuetudini e norme ordinarie conferenti specifiche prerogative.

## Compagine di governo

### Appartenenza politica
| Partito | Partito          | Presidente | Ministri | Sottosegretari | Totale |
| ------- | ---------------- | ---------- | -------- | -------------- | ------ |
|         | Sinistra storica | 1          | 7        | 7              | 15     |
|         | Destra storica   | -          | 4        | 5              | 9      |

Con l’appoggio esterno, saltuario, dell’Estrema sinistra storica e, fino al 24 marzo 1903, del Partito Socialista Italiano.

### Situazione parlamentare
NOTA: Ai tempi del Regno d'Italia, poiché secondo lo Statuto Albertino il governo rispondeva nei fatti al solo Re, la fiducia parlamentare in senso moderno non era obbligatoria (ed in tal senso vari sono stati i casi di formazione di un governo palesemente privo di tale supporto). La prassi di determinare la sopravvivenza dell’esecutivo in base al supporto parlamentare, dunque, si è andata sviluppando solo successivamente, specie con l’ascesa dei partiti di massa e con l’introduzione del sistema proporzionale, in tempi molto più tardi rispetto all’unità, ed ufficialmente solo con la Costituzione della Repubblica Italiana. Per questo motivo, il grafico sottostante espone, secondo ricostruzioni e dichiarazioni, nonché secondo la composizione del governo, l’eventuale supporto che questo avrebbe o ha ottenuto.
Al momento della sua formazione, il 15 febbraio 1901:
| Camera              | Collocazione     | Partiti             | Seggi     |
| ------------------- | ---------------- | ------------------- | --------- |
| Camera dei deputati | Maggioranza      | DEM/PLC-D. (296)    | 296 / 508 |
| Camera dei deputati | Appoggio esterno | ER (34), PSI (33)   | 67 / 508  |
| Camera dei deputati | Opposizione      | PLC (116), PRI (29) | 145 / 508 |

Dal 24 marzo 1903:
| Camera              | Collocazione     | Partiti                       | Seggi     |
| ------------------- | ---------------- | ----------------------------- | --------- |
| Camera dei deputati | Maggioranza      | DEM/PLC-D. (296)              | 296 / 508 |
| Camera dei deputati | Appoggio esterno | ER (34)                       | 34 / 508  |
| Camera dei deputati | Opposizione      | PLC (116), PSI (33), PRI (29) | 178 / 508 |

## Composizione
| Carica                                | Titolare                                                                                  | Titolare                                                            | Titolare                                                                       | Sottosegretario                                                                                       |
| Presidenza del Consiglio dei ministri | Presidenza del Consiglio dei ministri                                                     | Presidenza del Consiglio dei ministri                               | Presidenza del Consiglio dei ministri                                          | Sottosegretario di Stato alla Presidenza del Consiglio                                                |
| ------------------------------------- | ----------------------------------------------------------------------------------------- | ------------------------------------------------------------------- | ------------------------------------------------------------------------------ | --- |
| Presidente del Consiglio dei ministri |                                                                                           |                                                                     | Giuseppe Zanardelli (Sinistra storica)                                         | Carica non assegnata                                                                                  |
| Ministero                             | Ministri                                                                                  | Ministri                                                            | Ministri                                                                       | Sottosegretario                                                                                       |
| Affari Esteri                         |                                                                                           |                                                                     | Giulio Prinetti (Destra storica - PLC)                                         | - Giacomo De Martino (fino al 3 agosto 1901) - Alfredo Baccelli (dal 6 agosto 1901 al 22 giugno 1903) |
| Affari Esteri                         | Enrico Costantino Morin (Sinistra storica) Ad interim (dal 9 febbraio 1903; poi titolare) |                                                                     |                                                                                | - Giacomo De Martino (fino al 3 agosto 1901) - Alfredo Baccelli (dal 6 agosto 1901 al 22 giugno 1903) |
| Agricoltura, Industria e Commercio    |                                                                                           |                                                                     | Silvestro Picardi (Sinistra storica) (fino al 18 aprile 1901)                  | - Alfredo Baccelli (fino al 6 agosto 1901) - Nicolò Fulci (dal 6 agosto 1901)                         |
| Agricoltura, Industria e Commercio    | Giuseppe Zanardelli (Sinistra storica) Ad interim (dal 18 aprile al 4 agosto 1901)        |                                                                     |                                                                                | - Alfredo Baccelli (fino al 6 agosto 1901) - Nicolò Fulci (dal 6 agosto 1901)                         |
| Agricoltura, Industria e Commercio    |                                                                                           | Guido Baccelli (Sinistra storica) (dal 4 agosto 1901)               |                                                                                | - Alfredo Baccelli (fino al 6 agosto 1901) - Nicolò Fulci (dal 6 agosto 1901)                         |
| Lavori Pubblici                       |                                                                                           |                                                                     | Girolamo Giusso (Destra storica - PLC) (fino al 19 febbraio 1902)              | Ippolito Niccolini                                                                                    |
| Lavori Pubblici                       | Giuseppe Zanardelli (Sinistra storica) Ad interim (dal 19 febbraio al 26 marzo 1902)      |                                                                     |                                                                                | Ippolito Niccolini                                                                                    |
| Lavori Pubblici                       |                                                                                           | Nicola Balenzano (Destra storica - PLC) (dal 26 marzo 1902)         |                                                                                | Ippolito Niccolini                                                                                    |
| Interno                               |                                                                                           |                                                                     | Giovanni Giolitti (Sinistra storica) (fino al 21 giugno 1903)                  | Scipione Ronchetti                                                                                    |
| Interno                               | Giuseppe Zanardelli (Sinistra storica) Ad interim (dal 21 giugno 1903)                    |                                                                     |                                                                                | Scipione Ronchetti                                                                                    |
| Pubblica Istruzione                   |                                                                                           |                                                                     | Nunzio Nasi (Sinistra storica)                                                 | Giacomo Cortese (fino al 22 giugno 1903)                                                              |
| Guerra                                |                                                                                           |                                                                     | Coriolano Ponza di San Martino (Destra storica - PLC) (fino al 27 aprile 1902) | Bonaventura Zanelli                                                                                   |
| Guerra                                | Enrico Costantino Morin (Sinistra storica) Ad interim (dal 27 aprile al 14 maggio 1902)   |                                                                     |                                                                                | Bonaventura Zanelli                                                                                   |
| Guerra                                |                                                                                           | Giuseppe Ottolenghi (Destra storica - PLC) (fino al 27 aprile 1902) |                                                                                | Bonaventura Zanelli                                                                                   |
| Marina                                |                                                                                           |                                                                     | Enrico Costantino Morin (Sinistra storica) (fino al 22 aprile 1903)            | - Luciano Serra (fino al 28 aprile 1903) - Carlo Leone Reynaudi (dal 28 aprile 1903)                  |
| Marina                                |                                                                                           | Giovanni Bettolo (Destra storica) (dal 22 aprile al 21 giugno 1903) |                                                                                | - Luciano Serra (fino al 28 aprile 1903) - Carlo Leone Reynaudi (dal 28 aprile 1903)                  |
| Marina                                | Enrico Costantino Morin (Sinistra storica) Ad interim (dal 21 giugno 1903)                |                                                                     |                                                                                | - Luciano Serra (fino al 28 aprile 1903) - Carlo Leone Reynaudi (dal 28 aprile 1903)                  |
| Finanze                               |                                                                                           |                                                                     | Leone Wollemborg (Sinistra storica) (fino al 9 agosto 1901)                    | Matteo Mazziotti                                                                                      |
| Finanze                               |                                                                                           | Paolo Carcano (Sinistra storica) (dal 9 agosto 1901)                |                                                                                | Matteo Mazziotti                                                                                      |
| Tesoro                                |                                                                                           |                                                                     | Ernesto Di Broglio (Sinistra storica)                                          | Prospero De Nobili (fino al 17 luglio 1903)                                                           |
| Grazia e Giustizia e Culti            |                                                                                           |                                                                     | Francesco Cocco-Ortu (Destra storica)                                          | Roberto Talamo                                                                                        |
| Poste e Telegrafi                     |                                                                                           |                                                                     | Tancredi Galimberti (Sinistra storica)                                         | - Nicolò Fulci (fino al 6 agosto 1901) - Baldassarre Squitti (dal 6 agosto 1901)                      |

## Cronologia

### 1901
- 15 febbraio - Il Governo giura dinnanzi al Re. Poco dopo, le sue dichiarazioni di politica generale vengono approvate alla Camera dei Deputati con 264 favorevoli (184 contrari, 60 non votanti). A questo voto, i socialisti, su proposta di Enrico Ferri, votano a favore ma dichiarano di voler valutare l'esecutivo "caso per caso".
- 20 marzo - Un progetto di riforma tributaria presentato dal Ministro Leone Wollemborg viene respinto dalla commissione incaricata di esaminarlo.
- 22 giugno - Il bilancio presentato dal Ministro dell'Interno Giovanni Giolitti viene approvato dalla Camera: anche i socialisti votano a favore.
- 29 luglio - Il Consiglio dei ministri boccia un altro progetto di riforma tributaria di Wollemborg, che a questo punto si dimette venendo sostituito da Paolo Carcano.
- 14 dicembre - Il deputato socialista Enrico Ferri viene censurato dalla Camera per alcune dichiarazioni anti-meridionali.
- 17 dicembre - Una proposta dei deputati Pantano, Girardini e Costa mirante a revocare la censura viene respinta dalla Camera.

### 1902
- 18 febbraio - Si dimette il Ministro dei Lavori Pubblici Gerolamo Giusso: l'uomo politico, in quanto cattolico, non ritiene più di far parte di un governo che ha considerato la possibilità di legalizzare il divorzio (progetto che poi non andrà in porto).
- 21 febbraio - Il "ministeriale" Tommaso Villa viene eletto Presidente della Camera dei Deputati con 135 voti; le schede bianche, sono ben 142 (e 25 le preferenze andate al socialista Andrea Costa). Tuttavia, poiché il governo auspicava in una maggioranza superiore, non manifestatasi, il Presidente del Consiglio Zanardelli rassegna le dimissioni dinnanzi al Re, ma questo le rifiuta.
- 24 febbraio - Militarizzazione dei ferrovieri e richiamo alle armi della classe 1878: approvazione della Camera ma proteste dei socialisti.
- 15 marzo - Con 250 sì, 158 no e 45 astensioni la Camera approva il progetto dell'esecutivo tramite cui lo Stato si assume parte dell'onere finanziario delle Ferrovie.
- 30 aprile - Un confronto tra il senatore Silvio Arrivabene e il ministro Giolitti sulla politica liberale in materia di diritto allo sciopero viene vinto da questo'ultimo.
- 26 giugno - La Camera approva la legge che istituisce l'Acquedotto Pugliese.
- 29 giugno - Viene istituito un Ufficio del Lavoro nel ministero di Agricoltura, Industria e Commercio con il compito di studiare soluzioni per i problemi derivanti dal rapporto tra capitale e lavoro.
- 10 luglio - Vengono approvati particolari provvedimenti per la città di Napoli, inerenti al risanamento del bilancio comunale e all'avvio di un programma di industrializzazione.
- 29 settembre - Giuseppe Zanardelli compie un viaggio nel Sud Italia e in questo giorno tiene un discorso a Potenza: è il primo capo del governo dell'Italia indipendente che si reca nel Meridione.

### 1903
- 24 marzo - Il gruppo socialista, in seguito a varie divergenze, passa definitivamente all'opposizione.
- 10 giugno - Una proposta dell'estrema sinistra storica mirante a ottenere una commissione d'inchiesta nei confronti del Ministro della Marina Giovanni Bettolo (accusato di essere illegalmente colluso con la società Terni) viene respinta per soli 39 voti; nell'occasione, Giolitti si distacca da Zanardelli.
- 29 ottobre - Giuseppe Zanardelli rassegna le dimissioni; il motivo di tale gesto è da ricercare nella protesta antigovernativa lanciata dai sonniniani di destra, che stigmatizzavano il comportamento del governo - giudicandolo troppo blando - nei confronti di quegli agitatori che impedirono la visita dello zar Nicola II di Russia in Italia, ma il motivo principale furono le gravi condizioni di salute del presidente del consiglio.
- 3 novembre - Il Re, accettate ufficialmente le dimissioni del governo, conferisce l’incarico a Giovanni Giolitti, il quale forma immediatamente il suo esecutivo. Con il giuramento di quest’ultimo, termina ufficialmente l’esperienza di governo.